# Festival de cine internacional de Ourense
El Festival de Cine de Ourense (OUFF - Ourense Film Festival) es el certamen internacional más antiguo de carácter competitivo que se realiza en Galicia. La primera edición tuvo lugar en el año  1996, impulsada por el director orensano Eloy Lozano (Orense, 1953-Santiago, 2009), uno de los referentes del cine gallego. Nació como Festival de Cine Independiente de Orense y con el objetivo de marcar y ofrecer nuevas perspectivas para la promoción del cine gallego. Meta que se afianza en la edición 2023 al poner en marcha una sección competitiva de Cine Gallego, don dotación económica. El galardón principal de la competición oficial es la Calpurnia a la Mejor Película. Además concede otros nueve premios honoríficos  y acoge mesas redondas, presentaciones de libros, masterclass, exposiciones y encuentros profesionales.  Las fechas de celebración suelen ser a finales de septiembre. La edición 28 tendrá lugar entre el 29 de septiembre y el 8 de octubre de 2023.
El primer festival rindió homenaje al director orensano Antonio Román y al polaco Krzysztd Zanussi, presidente además del jurado de ese año.

## Historia
En 1996 Orense acoge la primera edición de su Festival de Cine Independiente, único de carácter competitivo en el territorio gallego en aquel momento. La idea parte del orensano Eloy Lozano, bajo el paraguas del Concello de Orense. Entre sus objetivos principales se encontraba desde el principio una apuesta firme por el audiovisual gallego. 
En aquella primera edición se entregaron siete premios decididos por un jurado compuesto por Krzystd Zanussi, Isabel Coixet, Antón Reixa, Adolfo Domínguez y Luis Álvarez Pousa.
Un año después, en 1997, se crea la Calpurnia como premio representativo del Festival, que hace referencia a la primera habitante de la urbe auriense en la época romana de la que se tienen hallado datos.
A lo largo de estas casi tres décadas han pasado por el Festival nombres como José Luis Cuerda, Alejandro Amenábar, Sergi López, Elías Querejeta, Fernando Arribas, Fernando León de Aranoa, Pedro Olea, Assumpta Serna, Imanol Arias, Laura Gárdos Velo, Carlos Iglesias, Javier Angulo, Joaquim de Almeida, Concha Velasco, Luís García Berlanga, Montxo Armendariz, Juan Diego, Álex de la Iglesia, Diego Galán, Pilar Bardem, Pepe Sancho, Lola Herrera, Víctor Clavijo, Daniel Guzmán, Alfredo Landa, Lola Dueñas, Isabel Coixet, Carlos Bardem, Javier Bardem, Enrique Urbizu, Jaime Chávarri y una larga lista de profesiones de cine y televisión.
En el año 2018, el Festival de Cine de Orense, OUFF, fue asumido por la Diputación de Orense que, mediante convenio, encomendó su organización a la Fundación Carlos Velo, única fundación audiovisual española de carácter internacional, por su vínculo directo con México, país anfitrión del cineasta, así como por tener como presidenta de honor a la escritora, guionista y directora, Laura Gárdos Velo.

## Cine Gallego
El audiovisual gallego siempre ha sido la apuesta estrella del Festival de Cine de Orense. Desde sus inicios le ha otorgado un gran protagonismo y ha sido punto de encuentro para la industria cinematográfica gallega. Asambleas, debates, mesas redondas, presentación de proyectos, proyección de largometrajes y cortometrajes, publicaciones y homenajes a los que asistieron productores, directores, distribuidores, técnicos y actores relacionados con la producción gallega.
Encuentros y jornadas de destacados colectivos como la Asociación de Intérpretes de la Sociedad de Gestión (AISGE), la Asociación de Audiovisuales de Galicia, la Asociación de Productores Independientes de Galicia (AGAPI), el Clúster de Audiovisuales, SGAE, etc.
En la presente edición del año 2023, el OUFF, ha dado un paso más en esta apuesta y ha creado el Premio Galicia de carácter competitivo y con dotación económica para reconocer al mejor largometraje que, de manera transversal, se programe en cualquiera de sus secciones.
.

## Sección Oficial

### Premios Largometrajes
- Gran Premio Calpurnia a la Mejor Película
- Premio del Público a la Mejor Película
- Premio “Carlos Velo” Mejor Dirección
- Premio Especial del Jurado
- Premio Mejor Interpretación
- Calpurnia Mejor Guion
- Premio CIMA (lo otorga la Asociación de Mujeres Directoras y Medios Audiovisuales)

### Premios Cortometrajes
- Premio al Mejor Cortometraje Documental
- Premio al Mejor Cortometraje Ficción
- Premio AISGE al Mejor Actor
- Premio AISGE a la Mejor Actriz

## Premios Honoríficos
- Calpurnia de Honor
- Calpurnia de Honor Internacional
- Premio Especial OUFF
- Premio Ourense
- Premio Fundación AISGE
- Premio OUFF Televisión
- Premio Eduardo Barreiros
- Premio Chano Piñeiro

## Actividades Paralelas
- Rutas de Cine: visita a los escenarios de rodajes que han tenido a la provincia como protagonista
- Letras de Cine: presentación de publicaciones sobre cine editadas en Galicia y España
- Mesas Redondas
- OUFF Foros: Encuentros Profesionales
- OUFF Formación: Talleres, Masterclass
- Exposiciones
- OUFF Memoria
- OUFF Música: concierto especial de música de cine.
- OUFF na Cadea: Proyecciones en el centro penitenciario de Pereiro de Aguiar.
- OUFF Escola: Los centros de enseñanza pueden participar con proyectos audiovisuales hechos por los alumnos.
- FAS-MUVIS: Taller formativo en el que varios equipos de jóvenes dispondrán de 48 horas para grabar cortos en la ciudad.

### Publicaciones Propias
El Festival de Cine de Orense, OUFF ha reivindicado la memoria histórica de nombres gallegos y nacionales, íntimamente relacionados con el cine español a través de una serie de publicaciones como Antonio Román, Antonio Casal, Wenceslao Fernández Flórez, Nieves Conde, Torrente Ballester, Jaime Chávarri, María Casares o Camilo José Cela, entre otros muchos.